# Římskokatolická farnost Stonava
Římskokatolická farnost Stonava je farnost římskokatolické církve v děkanátu Karviná ostravsko-opavské diecéze. Farním kostelem je kostel svaté Maří Magdalény ve Stonavě.

## Kostely
| Fotografie | Kostel                    | Místo   | Bohoslužba | Bohoslužba | Poznámka     |
| ---------- | ------------------------- | ------- | ---------- | ---------- | ------------ |
|            | Kostel sv. Maří Magdalény | Stonava | neděle     | 10.00      | farní kostel |

## Území farnosti
Do farnosti náleží území těchto obcí : 
- Stonava
  - Kostel svaté Maří Magdalény